# FM Towns Marty
FM Towns Marty – stacjonarna konsola gier wideo firmy Fujitsu, wprowadzona na rynek japoński w lutym 1993 roku. Urządzenie stanowiło konsolową adaptację linii komputerów osobistych FM Towns – zaprojektowaną do użytku z telewizorem i wyposażoną w kontroler zamiast klawiatury i myszy.
Dzięki wspólnej architekturze Marty zachowała częściową kompatybilność z biblioteką oprogramowania z komputerów FM Towns. Była pierwszą na świecie konsolą opartą na procesorze 32-bitowym. Miała wbudowane napędy CD-ROM i dyskietek. Fujitsu opracowało także wersję konsoli do montażu w samochodzie. Mimo technologicznego zaawansowania Marty nie odniosła sukcesu rynkowego.

## Historia
W kwietniu 1992 roku w Fujitsu rozpoczęto prace nad urządzeniem, które – bazując na architekturze FM Towns – miało umożliwić wygodne korzystanie z programów tej platformy na telewizorze. Projekt zakładał stworzenie „mózgu informacyjnego” do domowego salonu. Nazwę „Marty” wybrano, aby odróżnić nowy produkt od głównej linii FM Towns (rozważano też nazwę „FM Towns Junior”), a jego oficjalną maskotką został krokodyl. Celem Fujitsu była adaptacja platformy FM Towns do formatu konsoli, aby poszerzyć jej zasięg poza tradycyjne rynki komputerowe.
Fujitsu zapowiedziało konsolę 16 lutego 1993 roku, cztery dni przed jej premierą. Urządzenie promowano jako terminal multimedialny, a nie typową konsolę do gier – oprogramowanie nazywano „programami”, a ich kategorie tematyczne „kanałami”. Aby podkreślić odrębność od komputerów, w materiałach reklamowych unikano tego terminu na rzecz określenia „odtwarzacz” (jap. プレーヤー, z ang. player). Fujitsu akcentowało rolę Marty jako narzędzia do nauki i komunikacji rodzinnej, które miało przekształcić telewizor w centrum domowej aktywności. W ramach tej strategii konsolę promowano jako „nowe urządzenie edukacyjne”, organizując m.in. wydarzenia dla dzieci z udziałem popularnej postaci Anpanmana.
Urządzenie było dostępne w sklepach z elektroniką, supermarketach i domach towarowych. Mimo planów sprzedaży na poziomie 200 000 egzemplarzy w pierwszym roku, do końca 1993 roku nabywców znalazło jedynie 45 000 sztuk. Wprowadzony później Model 2 również nie odniósł sukcesu komercyjnego.
Do głównych przyczyn porażki rynkowej zalicza się wysoką cenę, która z podatkiem przekraczała 100 000 jenów, oraz ograniczoną wydajność konsoli w bardziej wymagających grach. Sytuację Marty pogorszyło pojawienie się pod koniec 1994 roku potężniejszej konkurencji w postaci konsol Sega Saturn i PlayStation. Ponadto samo Fujitsu nie zapewniło urządzeniu odpowiedniego wsparcia, a konsola nie doczekała się oficjalnej dystrybucji na rynkach zachodnich.

## Specyfikacja techniczna

### Procesor i pamięć
Architektura konsoli opierała się na procesorze zgodnym z Intel 386SX, czyli układzie tej samej klasy, co w pierwszych komputerach FM Towns. W momencie premiery Marty na rynku dostępny był już jednak nowszy komputer z tej serii – FM Towns II, wyposażony w procesor Intel 486SX. W rezultacie moc obliczeniowa konsoli odpowiadała komputerom sprzed około czterech lat. Mimo to zastosowanie procesora o architekturze 32-bitowej uczyniło z Marty pierwszą na świecie konsolę piątej generacji, wyprzedzającą Amigę CD32 o siedem miesięcy.
Pamięć operacyjna konsoli wynosiła 2 MB.

### System graficzny
Kluczowym elementem systemu graficznego Marty był specjalizowany układ scalony implementujący autorską technologię LIST (ang. Line Interpolation Scanning Technology). Jego zadaniem była adaptacja obrazu o rozdzielczości 640×480 pikseli, właściwego dla komputerów FM Towns, do poprawnego wyświetlania na telewizorach. Próba bezpośredniej prezentacji 480 linii obrazu na docelowych 400 liniach skanowania telewizora prowadziła do obcinania góry i dołu. Dodatkowo konwersja sygnału ze skanowaniem progresywnym na wymagany przez telewizor sygnał z przeplotem powodowała migotanie (ang. flicker). Układ LIST rozwiązywał oba te problemy, dokonując interpolacji danych z sąsiednich wierszy obrazu oraz uśredniając dane z linii parzystych i nieparzystych. Według Fujitsu był to pierwszy na świecie jednoukładowy, w pełni cyfrowy konwerter wideo, i to jego opracowanie umożliwiło wprowadzenie konsoli na rynek.
Konsola sprawnie odtwarzała treści multimedialne z płyt CD-ROM, takie jak statyczne obrazy i dźwięk. Jej wydajność była jednak ograniczona w przypadku gier wykorzystujących grafikę 3D, ponieważ – w przeciwieństwie do typowych konsol tej generacji – Marty nie miała dedykowanego układu do akceleracji rysowania wielokątów.

### Napędy i akcesoria

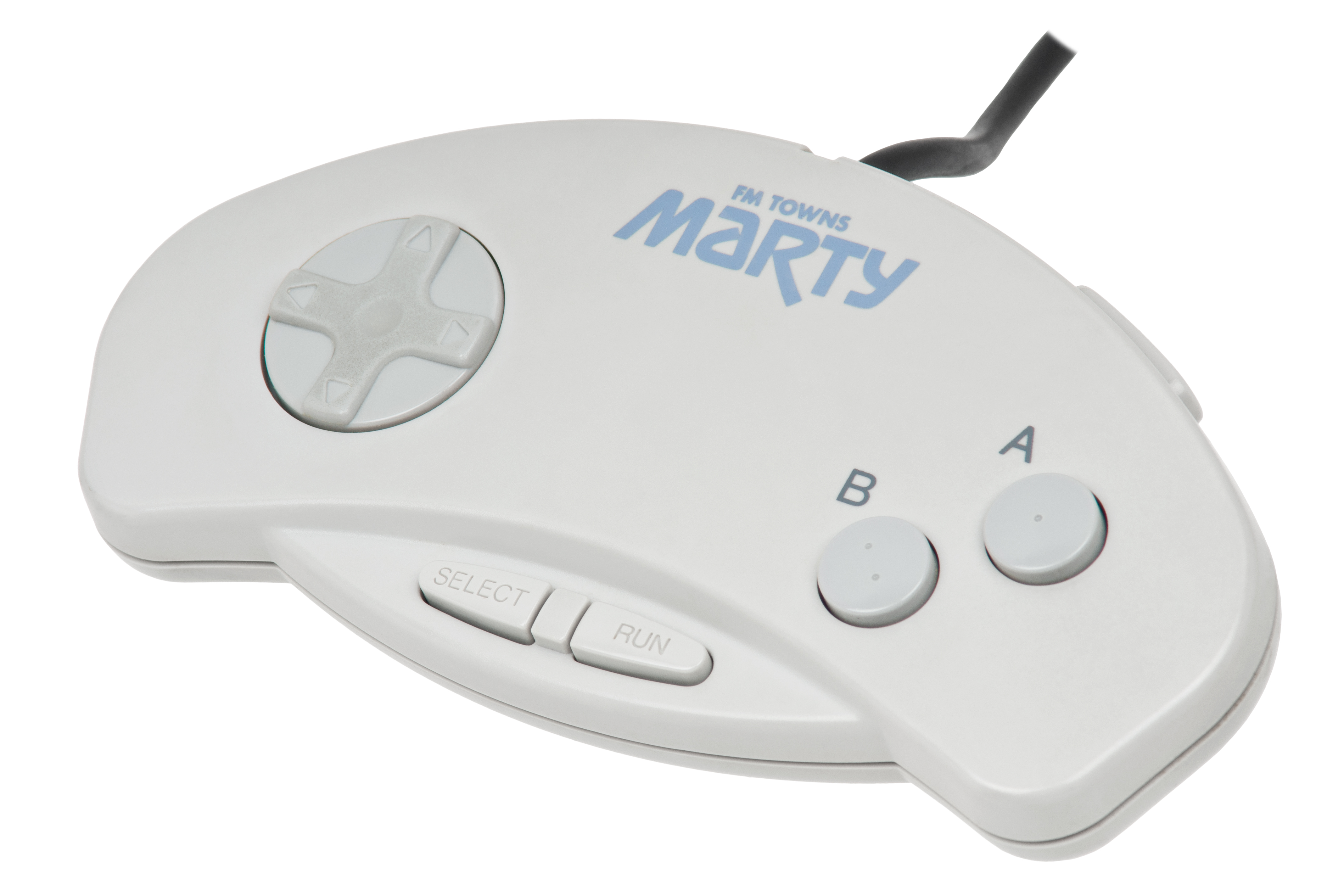
Kontroler

FM Towns Marty miała wbudowany napęd CD-ROM, napęd dyskietek oraz dwa porty na kontrolery; możliwe było także podłączenie myszy i klawiatury. Gniazdo PCMCIA służyło do podłączania kart pamięci SRAM, wykorzystywanych do zapisu stanu gry. Konsoli brakowało natomiast gniazda rozszerzeń do podłączenia dysku twardego, co ograniczało kompatybilność z niektórymi grami z komputerów FM Towns, które wymagały instalacji na dysku.

## Oprogramowanie
Głównym atutem Marty była deklarowana kompatybilność z oprogramowaniem na komputery FM Towns – w dniu premiery dostępnych było około 250 z 650 tytułów wydanych do tego czasu na tę platformę. Konsola obsługiwała większość gier, którym wystarczało 2 MB pamięci operacyjnej, jednak nie była w stanie uruchomić bardziej wymagających produkcji, w tym tych instalowanych na dysku twardym. Aby ułatwić identyfikację, na pudełkach z grami zaczęto umieszczać oznaczenia kompatybilności z Marty. Oprócz gier urządzenie obsługiwało słowniki na płytach CD, książki elektroniczne i płyty CD z muzyką.
Magazyn „Retro Gamer” za najlepsze gry kompatybilne z Marty uznał Truxton II, Splatterhouse i Ultima VI.

## Modele
FM Towns Marty
Pierwszy model wydano 20 lutego 1993 roku.
FM Towns Marty Model 2
W lutym 1994 roku wprowadzono Marty Model 2 w niższej cenie.
FM Towns Car Marty
W kwietniu 1994 roku Fujitsu Ten wprowadziło na rynek Car Marty – urządzenie opracowane na bazie FM Towns Marty z przeznaczeniem do montażu w samochodach. Model ten był zminiaturyzowany i przystosowany do instalacji w konsoli centralnej pojazdu. Według producenta był to pierwszy na świecie samochodowy odtwarzacz multimedialny. Obsługiwał około 400 aplikacji kompatybilnych z FM Towns Marty i umożliwiał odtwarzanie płyt CD z muzyką. Większość użytkowników nabywała go wraz z zestawem nawigacyjnym, aby używać jako samochodowego systemu nawigacji.